# Ossiach
Ossiach (szlovénül Osoje) osztrák község Karintia Feldkircheni járásában. 2016 januárjában 777 lakosa volt. 

## Elhelyezkedése

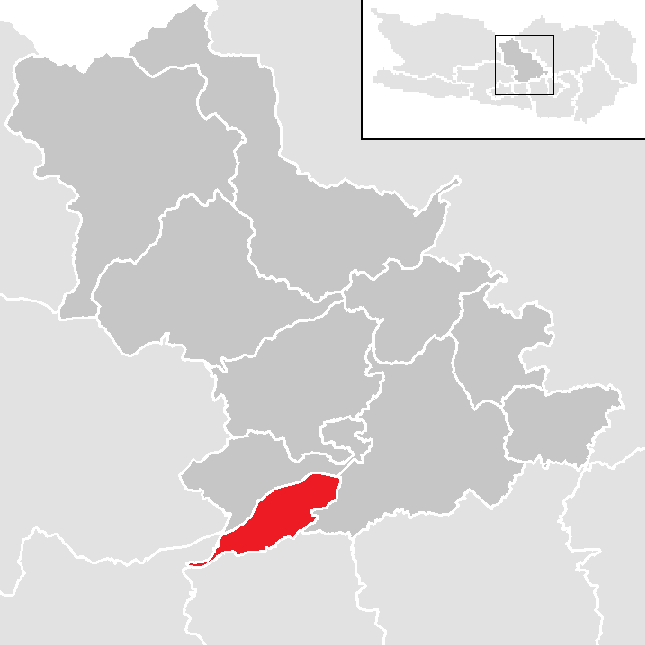
Ossiach a Feldkircheni járásban

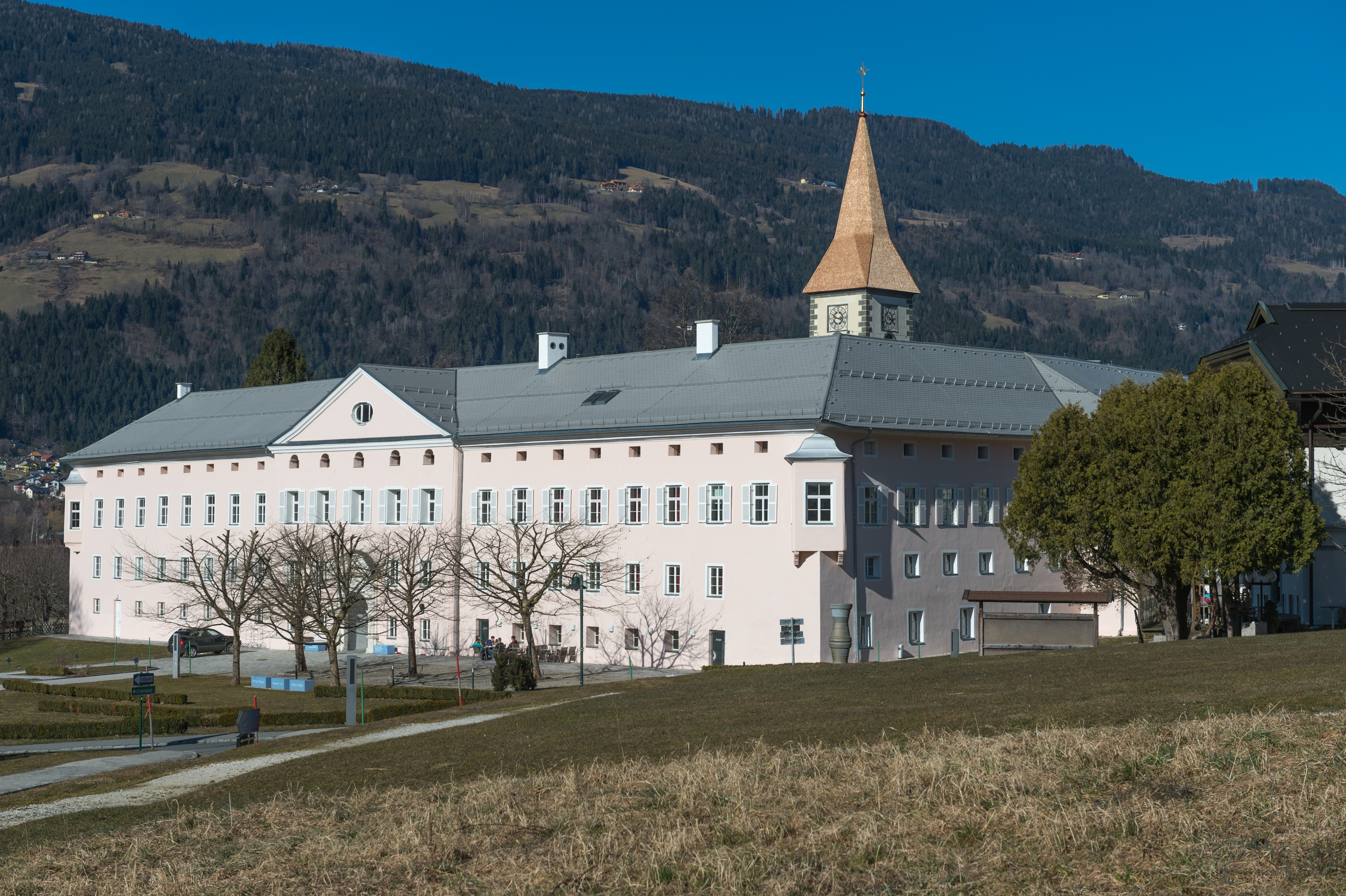
Az ossiachi apátság

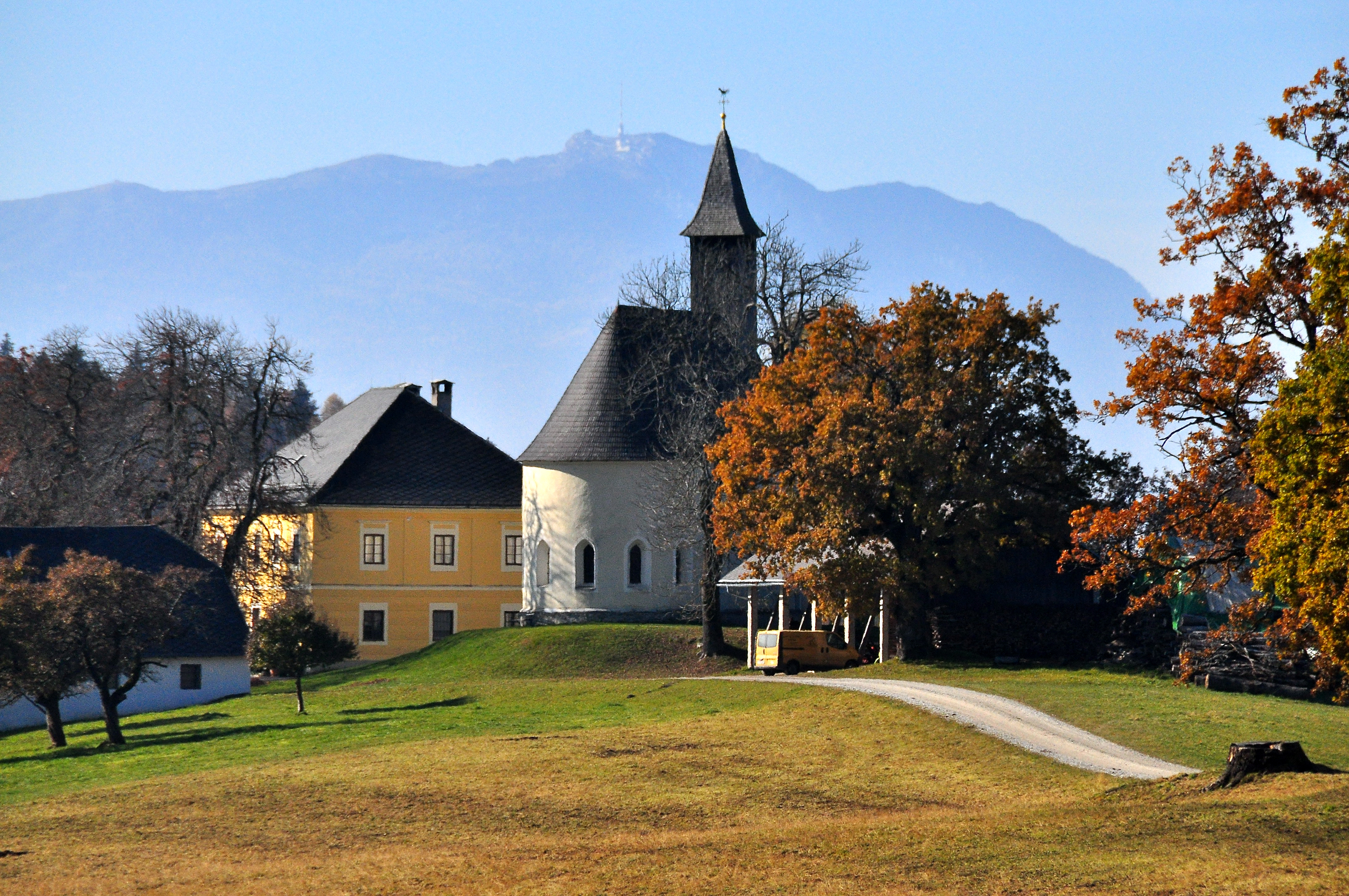
Tauern

Ossiach Karintia középső részén fekszik, az Ossiachi-tó déli partján, az Ossiachi-Tauern hegység lábánál. Az önkormányzat hat falut és településrészt fog össze: Alt-Ossiach (226 lakos), Ossiach (112), Ostriach (187), Rappitsch (184), Tauern (10), Untertauern (0).
A környező települések: északra Steindorf am Ossiacher See, keletre Feldkirchen in Kärnten, délkeletre Velden am Wörther See, délre Wernberg, délnyugatra Villach, nyugatra Treffen am Ossiacher See.

## Története
A település történetét évszázadokon át a helybeli bencés kolostor határozta meg. Az apátság alapításának pontos ideje nem ismert, de 1028-ban, amikor először említik a dokumentumok, már állt. Az ossiachi kolostor mindig is a régió egyik fontos kulturális és vallási központjaként funkcionált; virágkorát a 17-18. században élte. Fontossága jól tükröződik épületeinek kidolgozottságában is. A mellé települt falu soha nem növekedett akkorára, hogy mezővárossá válhasson. Az apátságot II. József császár rendelete alapján 1783-ban bezárták. 
Amikor 1850-ben megalakultak az osztrák települési önkormányzatok, Ossiachot a szomszédos Steindorfhoz csatolták. 1894-ben négy katasztrális község Glandorf néven különvált tőle, majd a következő évben felvette az Ossiach nevet. 1912-ben területét jelentősen lecsökkentették a mai méretére. 

## Lakossága
Az ossiachi önkormányzat területén 2016 januárjában 777 fő élt, ami némi növekedést jelent a 2001-es 749 lakoshoz képest. Akkor a helybeliek 94,9%-a volt osztrák, 2,1% német állampolgár. 78,8% római katolikusnak, 12,1% evangélikusnak, 5,7% pedig felekezet nélkülinek vallotta magát. 

## Látnivalók

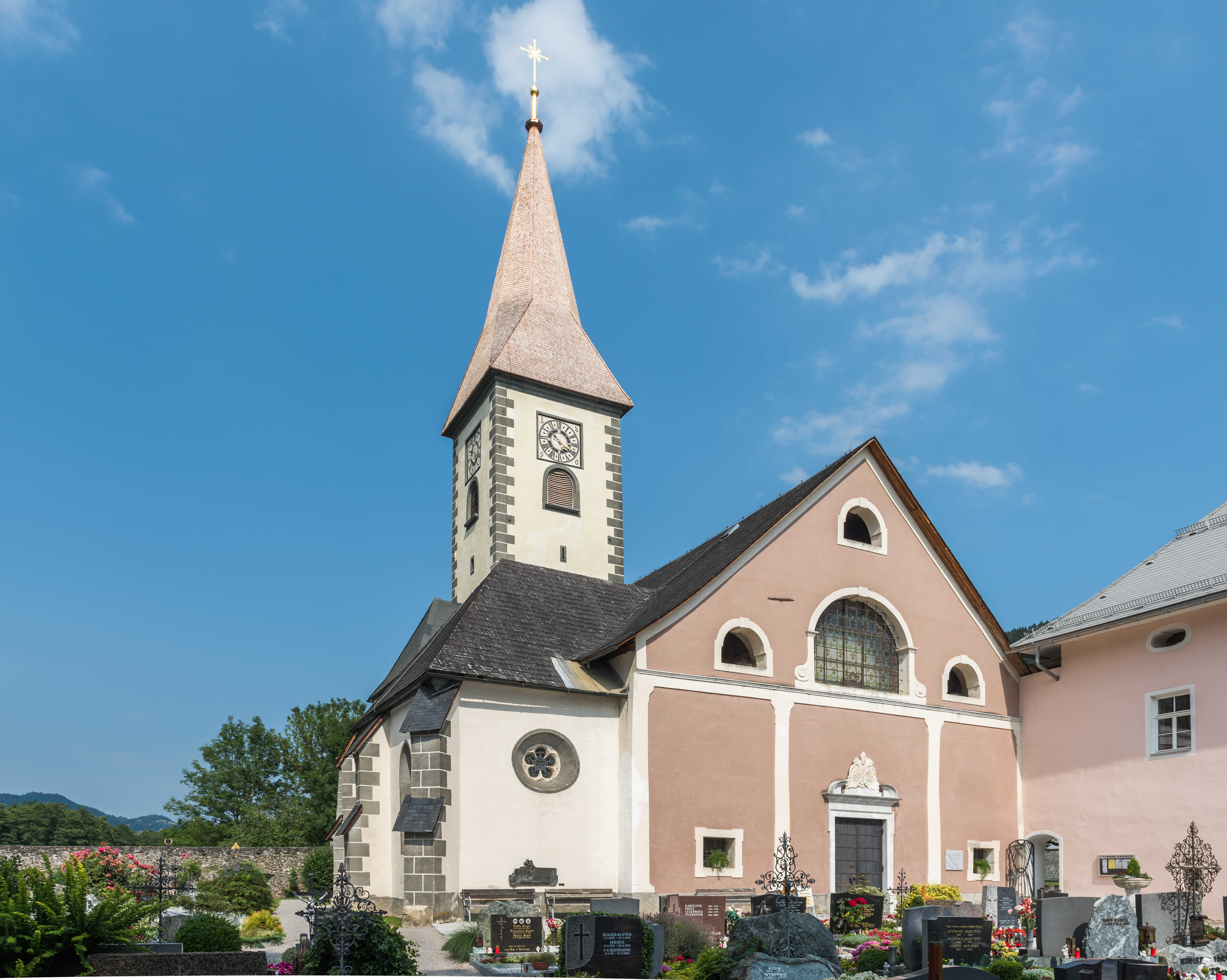
Az apátsági templom

- az ossiachi kolostor temploma eredetileg 1000 körül épült román stílusban. 1028-as első említése alapján egész Karintia legrégebbi bencés apátsági temploma. 1484-ben leégett és gótikus stílusban építették újjá. 1737 és 1746 között barokk stílusban szinte teljesen átépült. Stukkói a felső-bajorországi Wessobrunn kolostoráról elnevezett művészeti iskola szerint készültek, freskóit a karintiai Josef Ferdinand Fromiller festette, barokk orgonája 1680-ból származik. A 15. század végén a kolostort fallal vették körül a török betörések miatt. Bezárása után az apátság egyre romosabbá vált, míg végül 1965-1975 között az egész épületkomplexumot helyreállították. Ma kulturális események színteréül szolgál.
- Az apátság 1979 óta minden évben a "Karintiai nyár" komolyzenei fesztivál egyik helyszínéül szolgál.
- a kolostorban található II. Boleszláv lengyel király (feltételezett) sírja.
- Tauern Szt. Antal-temploma
- minden év augusztusában megtartják a nemzetközi kézműves vásárt, ahová Ausztrián kívül elsősorban Németországból érkeznek fazekasok, üvegfúvók, takácsok és egyéb kézművesek.

## Fordítás
- Ez a szócikk részben vagy egészben  az   Ossiach című német Wikipédia-szócikk ezen változatának fordításán alapul.  Az eredeti cikk szerkesztőit annak laptörténete sorolja fel. Ez a jelzés csupán a megfogalmazás eredetét és a szerzői jogokat jelzi, nem szolgál a cikkben szereplő információk forrásmegjelöléseként.